# Lakeview (Georgia)
Lakeview – jednostka osadnicza w Stanach Zjednoczonych, w stanie Georgia, w hrabstwie Catoosa.